# Филумен (Махамре)
Архиепи́скоп Филуме́н (греч. Ἀρχιεπίσκοπος Φιλούμενος, в миру Сухе́л Маха́мре, араб. سهيل مخامرة‎, греч. Σουχέλ Μαχάμρε; род. 1970, Сафут, Иордания) — епископ Иерусалимской православной церкви, архиепископ Пелльский.

## Биография
В 1988 году окончил среднюю школу в родном городе, после чего шесть лет служил в армии Иордании.
В 1997 году получил стипендию Министерства иностранных дел Греции и поступил на Богословский факультет Университета Аристотеля в Салониках.
В 2004 году прибыл на Афон и поступил в Монастырь Григориат под духовное руководство архимандрита Георгия (Капсаниса), где в 2006 году был пострижен в монашество.
В 2006 году прибыл в Иерусалим, где в 2008 году был рукоположён в сан иеродиакона, а в 2010 году — в сан пресвитера с возведением в сан архимандрита.
Служил докладчиком на Патриаршего офиса, преподавателем Патриарших школ Святого Димитрия в Иерусалиме и Архангела Михаила в Яффе, настоятелем Монастыря Иоанна Крестителя в Старом городе Иерусалима, настоятелем общины в Бир-Зейте и членом Церковного суда первой инстанции. В 2010 году он был назначен членом Священного Синода Иерусалимского Патриархата.
4 марта 2013 года решением Священного Синода Иерусалимского Патриархата был избран архиепископом Пелльским и патриаршим эпитропом в Ирбете (Иордания).
16 марта в храме Иерусалимского Константино-Еленинского монастыря последовало его посвящение (наречение). После подписания решения Священного Синода и его объявления Секретарём Священного Синода, как и полагается в таких случаях, последовало торжественное шествие.
17 марта того же года в Иерусалимском Воскресенском кафедральном соборе хиротонисан во епископа Пелльского с возведением в сан архиепископа. Хиротонию совершили: Патриарх Иерусалимский Феофил III, митрополит Капитолиадский Исихий (Кондояннис), митрополит Бострийский Тимофей (Маргаритис), митрополит Филадельфийский Венедикт (Цекурас), архиепископ Герасский Феофан (Хасапакис), архиепископ Тивериадского Алексий (Мосхонас), архиепископ Авильского Дорофей (Леоварис), архиепископ Константинский Аристарх (Перистерис), архиепископ Фаворский Мефодий (Ливерис), архиепископ Севастийский Феодосий (Ханна), архиепископ Катарский Макарий (Маврояннакис) и архиепископ Иерапольский Исидор (Факицас).
23 июня 2014 года решением Священного синода назначен служить в Северную Иорданию.
15 мая 2018 года решением Священного синода назначил настоятелем монастыря Честного Креста в Иерусалиме.
8 октября 2018 года решением Священного синода назначен членом Церковного апелляционного суда.